# 9673 Кунісімакото
9673 Кунісімакото (9673 Kunishimakoto) — астероїд головного поясу, відкритий 25 жовтня 1997 року.
Тіссеранів параметр щодо Юпітера — 3,625.